# Méhers
Méhers ist eine französische Gemeinde mit 308 Einwohnern (Stand: 1. Januar 2022) im Département Loir-et-Cher in der Region Centre-Val de Loire. Sie gehört zum Arrondissement Romorantin-Lanthenay und zum Kanton Saint-Aignan. 

## Geographie
Méhers liegt etwa 30 Kilometer südsüdöstlich von Blois am Flüsschen Rennes, einem Zufluss des Cher. Umgeben wird Méhers von den Nachbargemeinden Chémery im Norden und Osten, Châtillon-sur-Cher im Süden, Saint-Romain-sur-Cher im Westen sowie Couddes im Nordwesten. 
Durch die Gemeinde führt die Autoroute A85.

## Bevölkerungsentwicklung
| Jahr                       | 1962 | 1968 | 1975 | 1982 | 1990 | 1999 | 2006 | 2017 |
| Einwohner                  | 380  | 364  | 339  | 303  | 263  | 257  | 300  | 338  |
| Quellen: Cassini und INSEE |      |      |      |      |      |      |      |      |

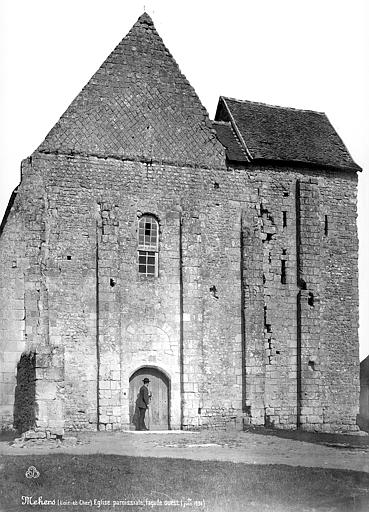
Kirche Saint-Clair (Aufnahme 1897)
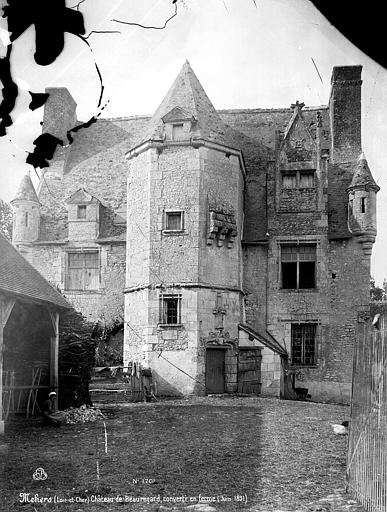
Herrenhaus Beauregard (Aufnahme 1897)